# Peggle
Peggle is een computerspel ontwikkeld door PopCap Games. In eerste instantie werd het spel voor Windows en Mac OS ontwikkeld, later kwam het spel ook voor vele andere platforms uit.
Het spel werd in 2008 door de Game Developers Choice Awards genomineerd voor beste downloadbare game, beste handheld game en innovation.

## Gameplay
Het doel van het spel is om alle oranje "pegs" te raken, door ballen van bovenaf het speelveld in te schieten. Als een peg geraakt is, verdwijnt deze aan het eind van de ronde, of als de bal vastzit. De speler begint met 10 ballen. Er kunnen extra ballen worden verkregen door o.a. de bal aan het eind van de ronde in een bewegende mand te laten vallen.
Elk level in de game correspondeert met een "master", die de speler een voordeel geven zodra er een groene peg geraakt wordt.
Naast alle oranje pegs raken is het behalen van veel punten een belangrijk doel in de game. Spelers krijgen voornamelijk punten door het raken van een pegs (paarse pegs leveren extra punten op) en door "stijlpunten" bij moeilijke schoten.